# Úboč
Úboč är en ort i Tjeckien.   Den ligger i regionen Plzeň, i den västra delen av landet, 120 km sydväst om huvudstaden Prag. Úboč ligger 503 meter över havet och antalet invånare är 113.
Terrängen runt Úboč är kuperad åt sydost, men åt nordväst är den platt. Runt Úboč är det ganska glesbefolkat, med 28 invånare per kvadratkilometer. Närmaste större samhälle är Klatovy, 15,9 km öster om Úboč. I omgivningarna runt Úboč växer i huvudsak blandskog.